# Lady (osiedle w sielsowiecie Draczkawa)
Lady (biał. Ляды; ros. Ляды) – osiedle na Białorusi, w rejonie smolewickim obwodu mińskiego, 28 km na południe od Smolewicz, 4 km na północ od Śmiłowicz

## Nazwa
Nazwa majątku i miejscowości pochodzi od słowiańskiego słowa „lada” oznaczającego nowo pozyskaną ziemię po wykarczowaniu lub wypaleniu lasu. Jednocześnie „Lada” to pogańska bogini miłości w mitologii bałtyjskiej.
W pogańskich czasach miejsce to już było związane z tradycją cudowności. W czasach chrześcijańskich pojawiła się legenda o pojawieniu się tutaj w XVII wieku Matki Boskiej Włodzimierzowi Kirykowi. W XVII wieku tworzono już pieśni o tym, że było to ulubione miejsce Matki Boskiej.
W niewielkiej odległości, 3 km na wschód, znajduje się wieś o tej samej nazwie. Półtora kilometra na północ od tej wsi zlokalizowana jest wieś Małe Lady, w której znajduje się Monaster Zwiastowania w Ladach.

## Dwór
Dwór w Ladach został wybudowany po ślubie Klotyldy Moniuszkówny (1801–1872) z Ludwikiem Jelskim (1785–1843) w 1818 roku. Dom usytuowano na wzgórzu wśród lip i klonów. Był to drewniany dwór parterowy, do którego przez pola prowadziła aleja kasztanowa. Obok dworu stała oficyna, a obsadzono go krzewami bzu. Przed dworem rosło sześć topól czarnych. Wokół okrągłego podjazdu stał szereg oficyn i spichlerzy. Do dziś nie przetrwały żadne ślady dworu, stoi jedynie ruina jednej ze stodół.
We dworze urodził się m.in. w 1837 roku Konstanty Jelski, syn Michała i Klotyldy.